# Ernst Theumer (Politiker, 1890)

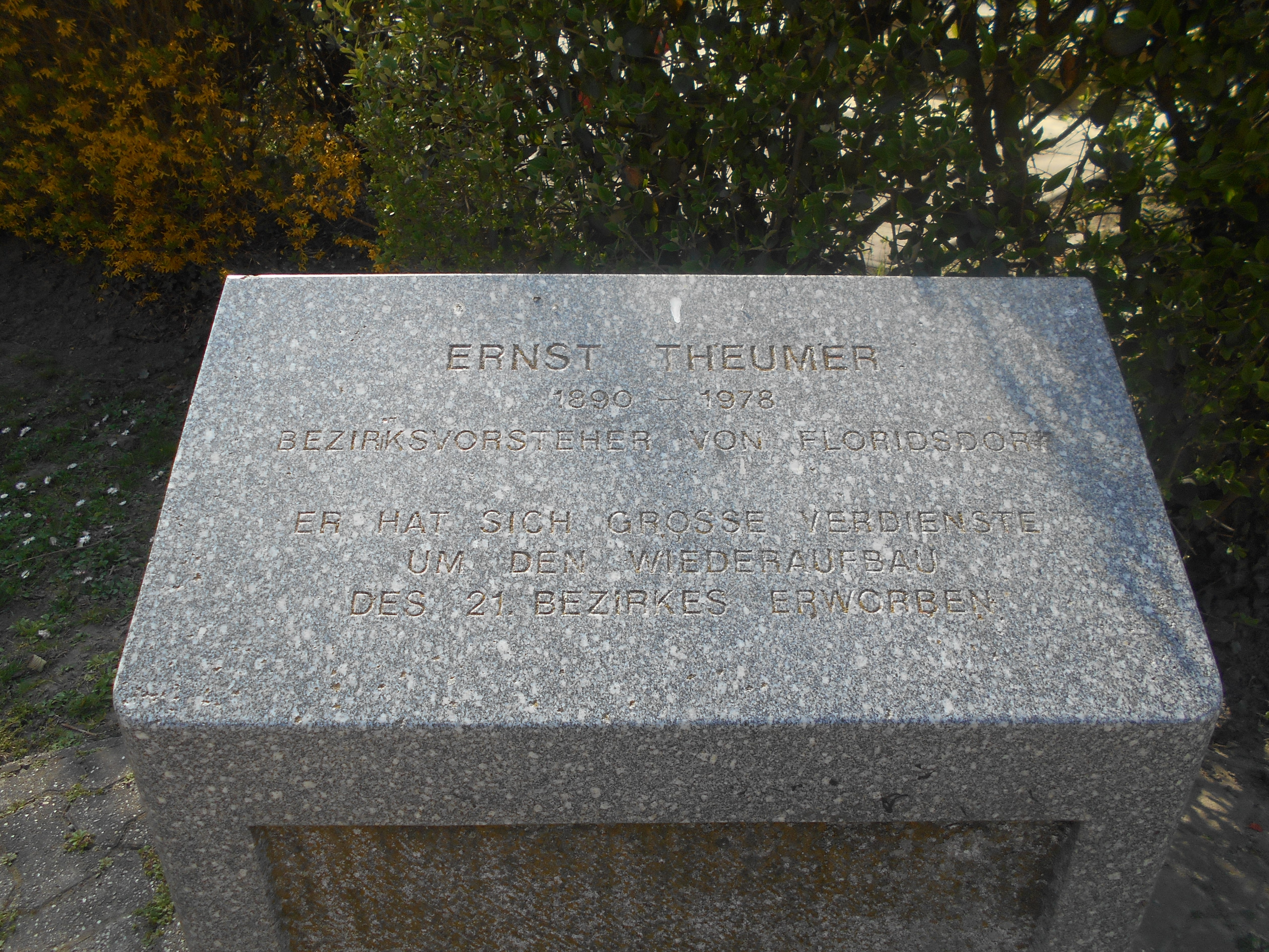
Gedenkstein für Theumer im Ernst-Theumer-Hof (2020)

Ernst Franz Theumer (* 29. März 1890 in Schmiedeberg, Provinz Sachsen; † 10. April 1978 in Wien) war ein österreichischer Politiker.

## Leben
Ernst Theumer wurde als Sohn des Fabrik- bzw. Hilfarbeiters Fabrian Theumer und dessen Ehefrau Julie (geborene Peschl) in Schmiedeberg in der Provinz Sachsen geboren und auf den Namen Ernst Franz getauft.
erhielt eine Ausbildung zum Schneider und trat 1908, im Alter von 18 Jahren, der Sozialdemokratischen Arbeiterpartei Deutschlands (SDAP) bei. 1911 wurde er Soldat, und kurz nach Ausbruch des Ersten Weltkriegs eingezogen. 1916 wurde er schwer verwundet und kam auf diese Weise nach Wien, wo er 1919 die Leitung eines Munitionsdepots in Stammersdorf übernahm. In dieser Zeit – am 25. Oktober 1919 – heiratete er in erster Ehe die damals 17-jährige Hilfsarbeiterin Marie Anna Němec (* 29. Juni 1902 in Innsbruck). Die Ehe wurde 1935 bzw. 1938 geschieden.
Nach dem Krieg trat Theumer in die Sozialdemokratische Partei Österreichs (SPÖ) ein und wurde in weiterer Folge Gemeinderat und Vizebürgermeister der damals noch autonomen Gemeinde Stammersdorf. In der Zeit des Austrofaschismus wurde Theumer 1934 kurzzeitig im Anhaltelager Wöllersdorf interniert und betrieb in der Zeit des Nationalsozialismus Opposition zum NS-Regime.
1946 wurde er in den Bezirksvorstand des 21. Wiener Gemeindebezirks Floridsdorf gewählt, und nur zwei Jahre später, 1948, zum Bezirksvorsteher. Er hatte dieses Amt elf Jahre lang, bis 1959, inne.
Zuletzt war mit der ebenfalls aus Deutschland stammenden Anna Schröter († 1976) verheiratet.
Sein Grab befindet sich am Stammersdorfer Zentralfriedhof (Gruppe 33, Reihe 20, Nummer 42).

## Ehrungen
Der 1985 fertiggestellte Gemeindebau Ernst-Theumer-Hof in Floridsdorf wurde ebenso nach Theumer benannt wie 1994 der im selben Bezirk gelegene Theumermarkt.